# Lijst van burgemeesters van Houthalen
Dit is een chronologische lijst van burgemeesters van de Belgische voormalige gemeente Houthalen tot die gemeente op 1 januari 1977 fuseerde en opging in de gemeente Houthalen-Helchteren.
| periode     | naam burgemeester             | opmerking                                                                                          |
| ----------- | ----------------------------- | -------------------------------------------------------------------------------------------------- |
| 1823 - 1835 | Cornelis Lijnen               | |
| 1836 - 1842 | P.A. Maes                     | |
| 1843 - 1846 | Cornelis Lijnen               | tweede ambtsperiode                                                                                |
| 1847 - 1848 | J. Weutens                    | |
| 1848 - 1854 | Loosen                        | |
| 1855 - 1886 | Denis Leenders                | afkomstig van Boorsem                                                                              |
| 1887 - 1893 | Pieter Jan Lijnen             | |
| 1894 - 1901 | W. 's Hertogen                | |
| 1901 - 1921 | Jan Louis Haccuria            | |
| 1921 - 1932 | Marcel Van Roey               | |
| 1933 - 1946 | Theophile Lefrère (1874-1947) | |
| 1941 - 1944 | Leopold Telen                 | oorlogsburgemeester                                                                                |
| 1947 - 1964 | Cyrille Godderie (1894-1965)  | mijnwerker, afkomstig van Vollezele                                                                |
| 1965 - 1970 | Lode Franssens (1929-2017)    | CVP, advocaat, was nadien van 1983 tot 1992 burgemeester van de fusiegemeente Houthalen-Helchteren |
| 1971 - 1976 | Jan Gerits (1925-2011)        | CVP, senator, was nadien tot 1982 burgemeester van de fusiegemeente Houthalen-Helchteren           |